# 증산중학교 (경남)
증산중학교(甑山中學校)는 경상남도 양산시에 있는 공립 중학교이다.

## 학교 연혁
- 2025년 3월 1일 : 개교